# 쉴로브 정리
군론에서 쉴로브 정리(영어: Sylow theorems) 또는 실로우 정리는 유한군의 특정한 크기의 부분군의 구조에 대한 일련의 정리들이다. 라그랑주 정리의 부분적 역이며, 코시 정리를 일반화한다. 유한군의 이론에서 중요한 역할을 한다.

## 정의
소수 {\displaystyle p}가 주어졌을 때, p-군은 모든 원소의 위수가 {\displaystyle p}의 거듭제곱인 군이다. 쉴로브 p-부분군(영어: Sylow p-subgroup)은 극대 p-부분군이다. 즉, 군 {\displaystyle G}의 p-부분군 {\displaystyle H}가 다음 조건을 만족시키면, 쉴로브 p-부분군이라고 한다.
- 임의의 p-부분군 {\displaystyle K\subseteq G}에 대하여, 만약 {\displaystyle H\subseteq K}라면, {\displaystyle K=G} 또는 {\displaystyle K=H}이다.

쉴로브 p-부분군의 집합을 {\displaystyle \operatorname {Syl} (p;G)}로 표기하자.
유한군 {\displaystyle G}와 소수 {\displaystyle p}가 주어졌고, 어떤 음이 아닌 정수 {\displaystyle n\in \mathbb {Z} ^{+}\cup \{0\}}와 양의 정수 {\displaystyle m\in \mathbb {Z} ^{+}}에 대하여
{\displaystyle |G|=p^{n}m}
이며 {\displaystyle p}와 {\displaystyle m}이 서로소라고 하자. 그렇다면, 임의의 {\displaystyle k\in \{0,\dots ,n\}}에 대하여, 다음 세 개의 정리가 성립한다.
- 제1 쉴로브 정리(영어: first Sylow theorem): 크기가 {\displaystyle p^{k}}인 {\displaystyle G}의 부분군이 존재한다.
- 제2 쉴로브 정리(영어: second Sylow theorem): 임의의 쉴로브 p-부분군 {\displaystyle H\subseteq G} 및 p-부분군 {\displaystyle K\subseteq G}에 대하여, {\displaystyle K\subseteq gHg^{-1}}인 {\displaystyle g\in G}가 존재한다. 특히, {\displaystyle G}의 모든 쉴로브 p-부분군은 서로 켤레이며, 모든 쉴로브 p-부분군의 크기는 {\displaystyle p^{n}}이다.
- 제3 쉴로브 정리(영어: third Sylow theorem): 크기가 {\displaystyle p^{k}}인 {\displaystyle G}의 부분군의 총수가 {\displaystyle n(p^{k};G)}이며 (특히 {\displaystyle n(p^{n};G)=|{\operatorname {Syl} (p;G)}|}), {\displaystyle H}가 {\displaystyle G}의 임의의 쉴로브 p-부분군이라고 하자. 그렇다면 다음이 성립한다.
  - {\displaystyle n(p^{k};G)\equiv 1{\pmod {p}}}
  - {\displaystyle n(p^{n};G)\mid m}
  - {\displaystyle n(p^{n};G)=|G:\operatorname {N} _{G}(H)|}. (여기서 {\displaystyle \operatorname {N} _{G}(-)}는 정규화 부분군이다.)

## 증명
다음은 {\displaystyle k=n}인 경우에 대한 증명들이며, 일부 증명은 임의의 {\displaystyle k}에 대한 경우에도 적용 가능하다.

### 제1 정리

#### 켤레 작용을 통한 증명
크기가 {\displaystyle p^{n}}인 {\displaystyle G}의 부분군을 찾는 것으로 족하다. 군의 크기 {\displaystyle |G|}에 대한 수학적 귀납법을 사용하자. {\displaystyle \{g_{1},\dots ,g_{k}\}\subseteq G}가 한원소 집합이 아닌 {\displaystyle G}의 켤레류들의 대표원이라고 하자. 그렇다면, 다음과 같은 켤레류 방정식이 성립한다.
{\displaystyle |G|=|{\operatorname {Z} (G)}|+\sum _{i=1}^{k}{\frac {|G|}{|{\operatorname {C} _{G}(g_{i})}|}}}
이 경우 각 {\displaystyle i\in \{1,\dots ,k\}}에 대하여 {\displaystyle \operatorname {C} _{G}(g_{i})}는 {\displaystyle G}의 진부분군이다.
만약 {\displaystyle p^{n}}이 {\displaystyle |{\operatorname {C} _{G}(g_{i})}|}의 약수가 되는 {\displaystyle i\in \{1,\dots ,k\}}가 존재한다면, 수학적 귀납법의 가정에 의하여 {\displaystyle \operatorname {C} _{G}(g_{i})}는 {\displaystyle |H|=p^{n}}인 부분군 {\displaystyle H}를 가지며, 이는 자명하게 {\displaystyle G}의 부분군이다.
이제, 임의의 {\displaystyle i\in \{1,\dots ,k\}}에 대하여, {\displaystyle p^{n}}이 {\displaystyle |{\operatorname {C} _{G}(g_{i})}|}의 약수가 아니라고 하자. {\displaystyle n=0}인 경우는 자명하다. 만약 {\displaystyle n>0}이라면, {\displaystyle p}는 {\displaystyle |{\operatorname {Z} (G)}|}의 소인수다. 코시의 정리에 의하여 {\displaystyle \operatorname {Z} (G)}는 {\displaystyle |K|=p}인 부분군 {\displaystyle K}를 가지며, 이는 {\displaystyle G}의 정규 부분군이다. 수학적 귀납법의 가정에 의하여, 몫군 {\displaystyle G/K}는 크기가 {\displaystyle p^{n-1}}인 쉴로브 p-부분군 {\displaystyle H/K}를 가지며, 이 경우 {\displaystyle H}는 크기가 {\displaystyle p^{n}}인 {\displaystyle G}의 부분군이다.

#### 빌란트의 증명
헬무트 빌란트(독일어: Helmut Wielandt)의 증명은 대략 다음과 같다. 편의상 {\displaystyle n>0}이라고 하자. 다음과 같은 집합을 생각하자.
{\displaystyle {\mathcal {S}}=\{S\subseteq G\colon |S|=p^{n}\}}
이 위에 {\displaystyle G}는 왼쪽 곱셈을 통해 다음과 같이 작용한다.
{\displaystyle G\times {\mathcal {S}}\to {\mathcal {S}}}
{\displaystyle (g,S)\mapsto gS\qquad (g\in G,\;S\in {\mathcal {S}})}
이 작용의 궤도들의 대표원을 {\displaystyle \{S_{1},\dots ,S_{k}\}\subset {\mathcal {S}}}라고 하자. 그렇다면 이 작용에 대한 류의 방정식은 다음과 같다.
{\displaystyle |{\mathcal {S}}|=\sum _{i=1}^{k}{\frac {|G|}{|G_{S_{i}}|}}}
또한
{\displaystyle |{\mathcal {S}}|={\binom {p^{n}m}{p^{n}}}=m{\binom {p^{n}m-1}{p^{n}-1}}=m\prod _{k=1}^{p^{n}-1}{\frac {p^{n}m-k}{p^{n}-k}}}
은 {\displaystyle p}와 서로소이므로 (이는 각 {\displaystyle k\in \{1,\dots ,p^{n}-1\}}에 대하여 {\displaystyle p^{n}m-k}와 {\displaystyle p^{n}-k}의 소인수 {\displaystyle p}의 중복도가 {\displaystyle k}의 소인수 {\displaystyle p}의 중복도와 같기 때문이다), 궤도의 크기 {\displaystyle {\frac {|G|}{|G_{S_{i}}|}}}가 {\displaystyle p}와 서로소인 {\displaystyle i\in \{1,\dots ,k\}}가 존재한다. {\displaystyle S_{i}}의 안정자군을 {\displaystyle H=G_{S_{i}}}라고 하자. 그렇다면, {\displaystyle H}는 {\displaystyle G}의 부분군이며, 궤도-안정자군 정리에 의하여 {\displaystyle |H|}는 {\displaystyle p^{n}}을 약수로 갖는다. 또한 {\displaystyle s\in S}에 대하여,
{\displaystyle H\to S}
{\displaystyle h\mapsto hs\qquad (h\in H)}
는 단사 함수이므로, {\displaystyle |H|=p^{n}}이다.

#### 정규화 부분군을 통한 증명
임의의 쉴로브 p-부분군(즉, 극대 p-부분군) {\displaystyle H\subseteq G}에 대하여 {\displaystyle |H|=p^{n}}임을 보이는 것으로 족하다. {\displaystyle H}의 정규화 부분군 {\displaystyle \operatorname {N} _{G}(H)}를 생각하자. 그렇다면 {\displaystyle H}는 {\displaystyle \operatorname {N} _{G}(H)}의 정규 부분군이므로, 몫군 {\displaystyle \operatorname {N} _{G}(H)/H}를 취할 수 있다.
우선, {\displaystyle p}가 {\displaystyle {\frac {|{\operatorname {N} _{G}(H)}|}{|H|}}}의 소인수가 아님을 증명하자. 귀류법을 사용하여 {\displaystyle p}가 {\displaystyle {\frac {|{\operatorname {N} _{G}(H)}|}{|H|}}}의 소인수라고 가정하자. 그렇다면, 코시의 정리에 의하여 {\displaystyle |K/H|=p}인 부분군 {\displaystyle K/H\subseteq \operatorname {N} _{G}(H)/H}가 존재한다. 이 경우 부분군 {\displaystyle H\subseteq K\subseteq \operatorname {N} _{G}(H)}는 {\displaystyle G}의 부분군이며, {\displaystyle |K|=p|H|>|H|}를 만족시킨다. 이는 {\displaystyle H}가 쉴로브 p-부분군인 데 모순이다.
이제, {\displaystyle p}가 {\displaystyle {\frac {|G|}{|{\operatorname {N} _{G}(H)}|}}}의 소인수가 아님을 증명하자. 왼쪽 잉여류의 집합 {\displaystyle G/\operatorname {N} _{G}(H)} 위에서 {\displaystyle H}가 다음과 같이 작용한다고 하자.
{\displaystyle H\times G/\operatorname {N} _{G}(H)\to G/\operatorname {N} _{G}(H)}
{\displaystyle (h,g\operatorname {N} _{G}(H))\mapsto hg\operatorname {N} _{G}(H)\qquad (h\in H,\;g\in G)}
그렇다면, 이 작용에 대한 류의 방정식을 생각하면 다음과 같은 합동식을 얻는다.
{\displaystyle {\frac {|G|}{|{\operatorname {N} _{G}(H)}|}}\equiv |\{g\operatorname {N} _{G}(H)\in G/\operatorname {N} _{G}(H)\colon Hg\operatorname {N} _{G}(H)=g\operatorname {N} _{G}(H)\}|{\pmod {p}}}
따라서, {\displaystyle \operatorname {N} _{G}(H)}가 이 작용의 유일한 불변 원소임을 보이면 된다. 만약 {\displaystyle g\in G}가 임의의 {\displaystyle h\in H}에 대하여
{\displaystyle hg\operatorname {N} _{G}(H)=g\operatorname {N} _{G}(H)}
를 만족시킨다면, {\displaystyle g^{-1}hg\in \operatorname {N} _{G}(H)}이며, {\displaystyle H}는 p-군이므로 {\displaystyle h}의 위수는 {\displaystyle p}의 거듭제곱이다. 따라서 {\displaystyle g^{-1}hgH}의 ({\displaystyle \operatorname {N} _{G}(H)/H}에서의) 위수 역시 {\displaystyle p}의 거듭제곱이며, 또한 이는 {\displaystyle {\frac {|{\operatorname {N} _{G}(H)}|}{|H|}}}의 약수이므로, {\displaystyle g^{-1}hgH}의 위수는 1이다. 즉, {\displaystyle g^{-1}hgH=H}이며, {\displaystyle g^{-1}hg\in H}이다. 즉, {\displaystyle g\in \operatorname {N} _{G}(H)}가 성립한다.
이 두 가지 사실을 종합하면 {\displaystyle |H|=p^{n}}을 얻는다. 이는
{\displaystyle |G|={\frac {|{\operatorname {N} _{G}(H)}|}{|H|}}\cdot {\frac {|G|}{|{\operatorname {N} _{G}(H)}|}}\cdot |H|}
때문이다.

### 제2 정리

#### 왼쪽 곱셈 작용을 통한 증명
크기가 {\displaystyle |H|=p^{n}}인 쉴로브 p-부분군 {\displaystyle H\subseteq G}를 취하자. 임의의 p-부분군 {\displaystyle K\subseteq G}에 대하여, {\displaystyle K\subseteq gHg^{-1}}인 {\displaystyle g\in G}의 존재를 보이면 된다. 왼쪽 잉여류의 집합 {\displaystyle G/H} 위에서 {\displaystyle K}가 다음과 같이 작용한다고 하자.
{\displaystyle K\times G/H\to G/H}
{\displaystyle (k,gH)\mapsto kgH\qquad (k\in K,\;g\in G)}
또한, {\displaystyle G/H}의 크기는 {\displaystyle p}와 서로소이므로, 궤도의 크기가 {\displaystyle p}와 서로소인 원소 {\displaystyle gH\in G/H}를 가지며, 이에 대한 안정자군은 {\displaystyle K} 전체와 같다. 즉, 다음이 성립한다.
{\displaystyle K=K_{gH}=G_{gH}\cap K=gG_{H}g^{-1}\cap K=gHg^{-1}\cap K\subseteq gHg^{-1}}

#### 이중 잉여류를 통한 증명
크기가 {\displaystyle |H|=p^{n}}인 쉴로브 p-부분군 {\displaystyle H\subseteq G}를 취하자. 임의의 p-부분군 {\displaystyle K\subseteq G}에 대하여, {\displaystyle K\subseteq gHg^{-1}}인 {\displaystyle g\in G}의 존재를 보이면 된다. 이중 잉여류들의 집합
{\displaystyle K\backslash G/H=\{KgH\colon g\in G\}}
는 {\displaystyle G}의 분할을 이루므로, 다음이 성립한다.
{\displaystyle |G|=\sum _{KgH\in K\backslash G/H}|KgH|=\sum _{KgH\in K\backslash G/H}{\frac {|K||H|}{|K\cap gHg^{-1}|}}}
즉,
{\displaystyle {\frac {|G|}{|H|}}=\sum _{KgH\in K\backslash G/H}{\frac {|K|}{|K\cap gHg^{-1}|}}}
이다. 또한 {\displaystyle {\frac {|G|}{|H|}}}는 {\displaystyle p}와 서로소이므로, {\displaystyle {\frac {|K|}{|K\cap gHg^{-1}|}}}가 {\displaystyle p}와 서로소가 되는 {\displaystyle g\in G}가 존재한다. 즉, 이 {\displaystyle g}에 대하여
{\displaystyle {\frac {|K|}{|K\cap gHg^{-1}|}}=1}
이다. 따라서,
{\displaystyle K=K\cap gHg^{-1}\subseteq gHg^{-1}}
이 성립한다.

### 제3 정리

#### 켤레 작용을 통한 증명
쉴로브 p-부분군의 집합을 {\displaystyle \operatorname {Syl} (p;G)}라고 하고, 이 위의 켤레 작용
{\displaystyle G\times \operatorname {Syl} (p;G)\to \operatorname {Syl} (p;G)}
{\displaystyle (g,H)\mapsto gHg^{-1}\qquad (g\in G,\;H\in \operatorname {Syl} (p;G))}
를 생각하자. 그렇다면, 제2 쉴로브 정리에 의하여, 이는 추이적 작용이며, 임의의 {\displaystyle H\in \operatorname {Syl} (p;G)}에 대하여, 그 안정자군은 정규화 부분군 {\displaystyle \operatorname {N} _{G}(H)}이다. 따라서
{\displaystyle n(p^{n};G)=|{\operatorname {Syl} (p;G)}|={\frac {|G|}{|{\operatorname {N} _{G}(H)}|}}}
이며, 이는
{\displaystyle {\frac {|G|}{|H|}}=m}
의 약수이다.
이제, 임의의 {\displaystyle H\in \operatorname {Syl} (p;G)}에 제한된 켤레 작용
{\displaystyle H\times \operatorname {Syl} (p;G)\to \operatorname {Syl} (p;G)}
{\displaystyle (h,K)\mapsto hKh^{-1}\qquad (h\in H,\;K\in \operatorname {Syl} (p;G))}
를 생각하자. 이에 대한 류의 방정식에 의하여 합동식
{\displaystyle n(p^{n};G)\equiv |\{K\in \operatorname {Syl} (p;G)\colon \forall h\in H\colon hKh^{-1}=K\}|{\pmod {p}}}
가 성립한다. 이제 {\displaystyle H}가 이 작용의 유일한 불변 원소임을 보이자. 만약 {\displaystyle K\in \operatorname {Syl} (p;G)}가 임의의 {\displaystyle h\in H}에 대하여 {\displaystyle hKh^{-1}=K}를 만족시킨다면, {\displaystyle H\subseteq \operatorname {N} _{G}(K)}이며, 제2 쉴로브 정리에 의하여 다음을 만족시키는 {\displaystyle g\in \operatorname {N} _{G}(K)}가 존재한다.
{\displaystyle H=gKg^{-1}=K}
따라서, 합동식
{\displaystyle n(p^{n};G)\equiv 1{\pmod {p}}}
가 성립한다.

#### 빌란트의 증명
집합
{\displaystyle {\mathcal {T}}=\{S\in {\mathcal {S}}\colon |G_{S}|=p^{n}\}}
을 생각하자. 그렇다면, {\displaystyle {\mathcal {T}}}는 정확히 다음과 같은 집합이다.
{\displaystyle {\mathcal {T}}=\bigsqcup _{H\in \operatorname {Syl} (p;G)}H\backslash G=\{Hg\colon H\in \operatorname {Syl} (p;G),\;g\in G\}}
여기서 {\displaystyle H\backslash G}는 {\displaystyle H}의 오른쪽 잉여류들의 집합이다. (이는 모든 쉴로브 p-부분군이 자신의 오른쪽 잉여류의 안정자군이기 때문이다.) 따라서,
{\displaystyle |{\mathcal {T}}|=\sum _{H\in \operatorname {Syl} (p;G)}{\frac {|G|}{|H|}}=n(p^{n};G)m}
이다.
임의의 {\displaystyle S\in {\mathcal {S}}}의 안정자군 {\displaystyle G_{S}}은 p-부분군이다. 이는 임의의 {\displaystyle s\in S}에 대하여, {\displaystyle G_{S}s\subseteq S}이므로, {\displaystyle S}가 {\displaystyle G_{S}}의 일부 오른쪽 잉여류들로 분할되기 때문이다. 특히, {\displaystyle {\mathcal {S}}\setminus {\mathcal {T}}}의 원소들의 안정자군은 p-부분군이다. 또한, {\displaystyle {\mathcal {S}}\setminus {\mathcal {T}}}는 {\displaystyle G}의 작용에 대하여 닫혀있으므로, {\displaystyle {\mathcal {S}}\setminus {\mathcal {T}}} 속 궤도들의 대표원 {\displaystyle \{S_{1},\dots ,S_{k}\}\subseteq {\mathcal {S}}\setminus {\mathcal {T}}}를 취할 수 있으며, 이 경우
{\displaystyle |{\mathcal {S}}\setminus {\mathcal {T}}|=\sum _{i=1}^{k}{\frac {|G|}{|G_{S_{i}}|}}\equiv 0{\pmod {pm}}}
가 성립한다.
또한,
{\displaystyle |{\mathcal {S}}|={\binom {p^{n}m}{p^{n}}}=m{\binom {p^{n}m-1}{p^{n}-1}}=m\prod _{k=1}^{p^{n}-1}{\frac {p^{n}m-k}{p^{n}-k}}\equiv m{\pmod {pm}}}
가 성립한다. 이는 임의의 {\displaystyle k\in \{1,\dots ,p^{n}-1\}}에 대하여, {\displaystyle k}의 소인수 {\displaystyle p}의 중복도가 {\displaystyle e}라고 할 때,
{\displaystyle p^{n-e}m-kp^{-e}\equiv p^{n-e}-kp^{-e}\not \equiv 0{\pmod {p}}}
이기 때문이다.
이들 결론을 종합하면
{\displaystyle n(p^{n};G)m\equiv m{\pmod {pm}}}
을 얻으며, {\displaystyle m>0}이므로
{\displaystyle n(p^{n};G)\equiv 1{\pmod {p}}}
가 성립한다.

## 쉴로브 부분군의 성질
유한군 {\displaystyle G}와 소수 {\displaystyle p}가 주어졌다고 하자.

### 연산에 대한 닫힘
만약 {\displaystyle H}가 {\displaystyle G}의 쉴로브 p-부분군이며, {\displaystyle N}이 {\displaystyle G}의 정규 부분군이라면, 다음이 성립한다.
- {\displaystyle H\cap N}은 {\displaystyle N}의 쉴로브 p-부분군이다.
- {\displaystyle HN/N}은 {\displaystyle G/N}의 쉴로브 p-부분군이다.

증명:
{\displaystyle K}가 {\displaystyle N}의 쉴로브 p-부분군이라고 하자. 그렇다면 {\displaystyle K\subseteq gHg^{-1}}인 {\displaystyle g\in G}가 존재한다. 따라서
{\displaystyle K\subseteq gHg^{-1}\cap N=g(H\cap N)g^{-1}}
이며,
{\displaystyle |H\cap N|\geq |K|}
이다. {\displaystyle H\cap N}은 {\displaystyle N}의 p-부분군이므로,
{\displaystyle |H\cap N|=|K|}
이며, {\displaystyle H\cap N}은 {\displaystyle N}의 쉴로브 p-부분군이다.
두 번째 명제는 첫 번째 명제와
{\displaystyle |HN/N|={\frac {|H|}{|H\cap N|}}}
으로부터 유도된다.

### 충분 조건
만약 {\displaystyle H}가 {\displaystyle G}의 p-부분군이며, {\displaystyle H=\operatorname {N} _{G}(H)}라면, {\displaystyle H}는 {\displaystyle G}의 쉴로브 p-부분군이다. 그러나 그 역은 일반적으로 성립하지 않는다.
증명:
{\displaystyle H}가 {\displaystyle H}의 켤레 부분군의 집합
{\displaystyle {\mathcal {S}}=\{gHg^{-1}\colon g\in G\}}
위에서 다음과 같이 작용한다고 하자.
{\displaystyle H\times {\mathcal {S}}\to {\mathcal {S}}}
{\displaystyle (h,K)\mapsto hKh^{-1}\qquad (h\in H,\;K\in {\mathcal {S}})}
그렇다면, 각 궤도의 크기는 {\displaystyle |H|}의 약수이며, 특히 {\displaystyle p}의 거듭제곱이다.
이제, {\displaystyle H}가 이 작용의 유일한 불변 원소임을 보이자. 만약 {\displaystyle K\in {\mathcal {S}}}가 임의의 {\displaystyle h\in H}에 대하여 {\displaystyle hKh^{-1}=K}를 만족시킨다면, {\displaystyle K=gHg^{-1}}인 {\displaystyle g\in G}를 취하면
{\displaystyle H\subseteq \operatorname {N} _{G}(K)=g\operatorname {N} _{G}(H)g^{-1}=gHg^{-1}=K}
이므로, {\displaystyle K=H}이다.
따라서, 류의 방정식과 궤도-안정자군 정리에 의하여
{\displaystyle 1\equiv |{\mathcal {S}}|={\frac {|G|}{|{\operatorname {N} _{G}(H)}|}}={\frac {|G|}{|H|}}{\pmod {p}}}
이며, 특히 {\displaystyle H}는 {\displaystyle G}의 쉴로브 p-부분군이다.

### 교집합
만약 {\displaystyle \operatorname {O} (p;G)}가 {\displaystyle G}의 모든 쉴로브 p-부분군의 교집합이라고 하면, {\displaystyle \operatorname {O} (p;G)}는 {\displaystyle G}의 특성 부분군이자 유일한 극대 정규 p-부분군이다. 만약 {\displaystyle H}가 {\displaystyle G}의 정규 쉴로브 p-부분군이라면, {\displaystyle n(p^{n};G)=1}이며, {\displaystyle H=\operatorname {O} (p;G)}는 {\displaystyle G}의 유일한 쉴로브 p-부분군이다.
증명:
우선, {\displaystyle \operatorname {O} (p;G)}가 {\displaystyle G}의 정규 부분군임을 보이자. 이는 쉴로브 p-부분군 {\displaystyle H\subseteq G}에 대하여,
{\displaystyle \operatorname {O} (p;G)=\bigcap _{g\in G}gHg^{-1}=\operatorname {Core} _{G}(H)}
가 {\displaystyle H}의 정규핵이기 때문이다.
이제, {\displaystyle \operatorname {O} (p;G)}가 {\displaystyle G}의 모든 정규 p-부분군을 포함함을 보이자. 임의의 정규 p-부분군 {\displaystyle N\subseteq G} 및 쉴로브 p-부분군 {\displaystyle H\subseteq G}에 대하여, {\displaystyle N\subseteq H}임을 보이면 된다. {\displaystyle NH}이 {\displaystyle G}의 부분군이며,
{\displaystyle |NH|={\frac {|N||H|}{|N\cap H|}}}
이므로 이는 p-부분군이다. 따라서 {\displaystyle NH=H}이며, 특히 {\displaystyle N\subseteq H}이다.
이에 따라 {\displaystyle \operatorname {O} (p;G)}는 {\displaystyle G}의 유일한 극대 정규 p-부분군이다. 극대 정규 p-부분군은 자기 동형 사상에 대하여 불변인 성질이다. 즉, 임의의 자기 동형 사상 {\displaystyle \phi \in \operatorname {Aut} (G)}에 대하여, {\displaystyle \phi (\operatorname {O} (p;G))} 역시 {\displaystyle G}의 극대 정규 p-부분군이며, 따라서 {\displaystyle \phi (\operatorname {O} (p;G))=\operatorname {O} (p;G)}이다. 즉, {\displaystyle \operatorname {O} (p;G)}는 {\displaystyle G}의 특성 부분군이다.
만약 {\displaystyle H}가 {\displaystyle G}의 정규 쉴로브 p-부분군이라면, {\displaystyle \operatorname {N} _{G}(H)=G}이므로,
{\displaystyle n(p^{n};G)={\frac {|G|}{|{\operatorname {N} _{G}(H)}|}}=1}
이며, 따라서 {\displaystyle H=\operatorname {O} (p;G)}이다.
다음과 같은 조건을 생각하자.
- {\displaystyle \operatorname {O} (p;G)=H\cap K}인 두 쉴로브 p-부분군 {\displaystyle H,K\subseteq G}가 존재한다.

이 조건의 일부 충분 조건들은 다음과 같다.
- {\displaystyle p}는 홀수 비(非)메르센 소수이다.
- {\displaystyle |G|}는 홀수이다.
- {\displaystyle p=2}이며, {\displaystyle |G|}는 페르마 소수나 메르센 소수를 소인수로 갖지 않는다.

### 프라티니 논증
만약 {\displaystyle N}이 {\displaystyle G}의 정규 부분군이며, {\displaystyle H}가 {\displaystyle N}의 쉴로브 p-부분군이라면, {\displaystyle G=N\operatorname {N} _{G}(H)}이다. 이를 프라티니 논증이라고 한다. 이를 통해 다음과 같은 사실을 증명할 수 있다. 만약 {\displaystyle H}가 {\displaystyle G}의 쉴로브 p-부분군, {\displaystyle K}가 {\displaystyle G}의 부분군이며, {\displaystyle \operatorname {N} _{G}(H)\subseteq K}라면, {\displaystyle \operatorname {N} _{G}(K)=K}이다. 특히, {\displaystyle \operatorname {N} _{G}(\operatorname {N} _{G}(H))=\operatorname {N} _{G}(H)}가 성립한다.

## 응용
실로우의 정리는 많은 응용 사례를 갖는다. 몇 가지 대표적인 것들은 다음과 같다. {\displaystyle p}와 {\displaystyle q}가 소수이며, {\displaystyle p<q}라고 하자.
- {\displaystyle p\nmid q-1}일 경우,  크기가 {\displaystyle pq}인 군은 순환군과 동형이다.
- {\displaystyle p\mid q-1}일 경우, 크기가 {\displaystyle pq}이며, 아벨 군이 아닌 군들은 모두 서로 동형이다.
- 크기가 {\displaystyle p^{m}q^{n}} ({\displaystyle m,n\in \{1,2\}})인 군은 단순군이 아니다. 이는 번사이드 정리의 특수한 경우다.

## 역사
노르웨이의 수학자 페테르 루드비 메이델 쉴로브가 증명하였고, 1872년에 정식으로 출판하였다.

## 같이 보기
- 쉴로브 기저